# Алуда Кетелаури
«Алуда Кетелаури» (груз. ალუდა ქეთელაური) — эпическая поэма грузинского писателя и поэта Важи-Пшавелы. Впервые опубликована в Тбилиси в 1888 году. На русский язык поэму переводили Николай Заболоцкий, Владимир Державин, Осип Мандельштам, Борис Пастернак, Сергей Спасский, Марина Цветаева и другие. Среди прочих поэма переведена на английский, немецкий, испанский и итальянский языки.
По мотивам поэм «Алуда Кетелаури» и «Гость и хозяин» грузинским режиссёром Тенгизом Абуладзе в 1967 году снят фильм «Мольба».

## Действующие лица
- Алуда Кетелаури — хевсур из селения Шатили.
- Муцал — галгаец (кистин)
- Бердия — хевсур, односельчанин Алуды, служитель капища
- Миндия — хевсур, односельчанин Алуды

## Сюжет
Житель хевсурского селения Шатили, Алуда, погнавшийся за двумя «кистинами-ворами», после жестокой схватки убил галгайца-кистина Муцала, но вопреки древнему обычаю не отрубил правую руку убитого, так как восхитился мужеством Муцала в бою. Алуду удалось сразу убить одного кистина, но Муцал оказался бесстрашным с «железом вместо сердца». Получив смертельное ранение, он собирает последние силы, стреляет в Алуду в третий раз, снова промахивается и бросает ружье своему счастливому сопернику. Согласно традиции, Алуда хладнокровно отрубает правую руку первому убитому им кистину (брату Муцала), однако, из уважения к своему павшему врагу, не делает того же с телом Муцала. Эта жалость, проявленная им к врагу, рассматривается в его родовом селе как признак трусости. После споров с односельчанами, не сумев убедить их в оправданности своих действий, Алуда изгоняется из своего села.